# Чернокожие жители Сент-Китса и Невиса

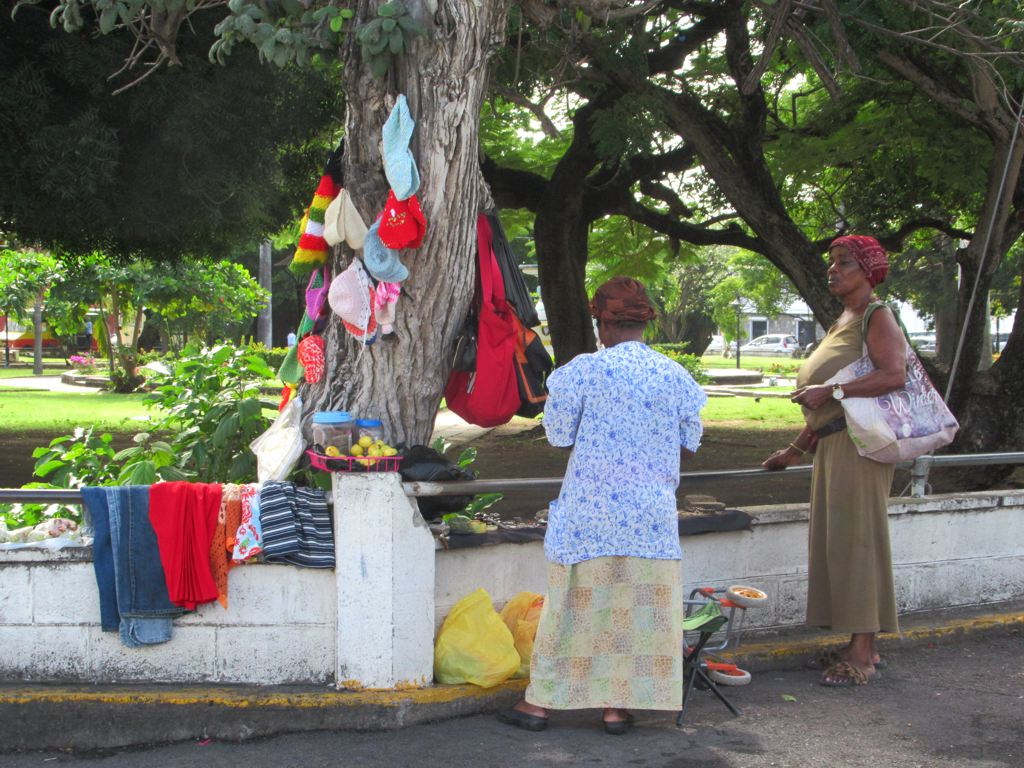
Жительницы Бастера

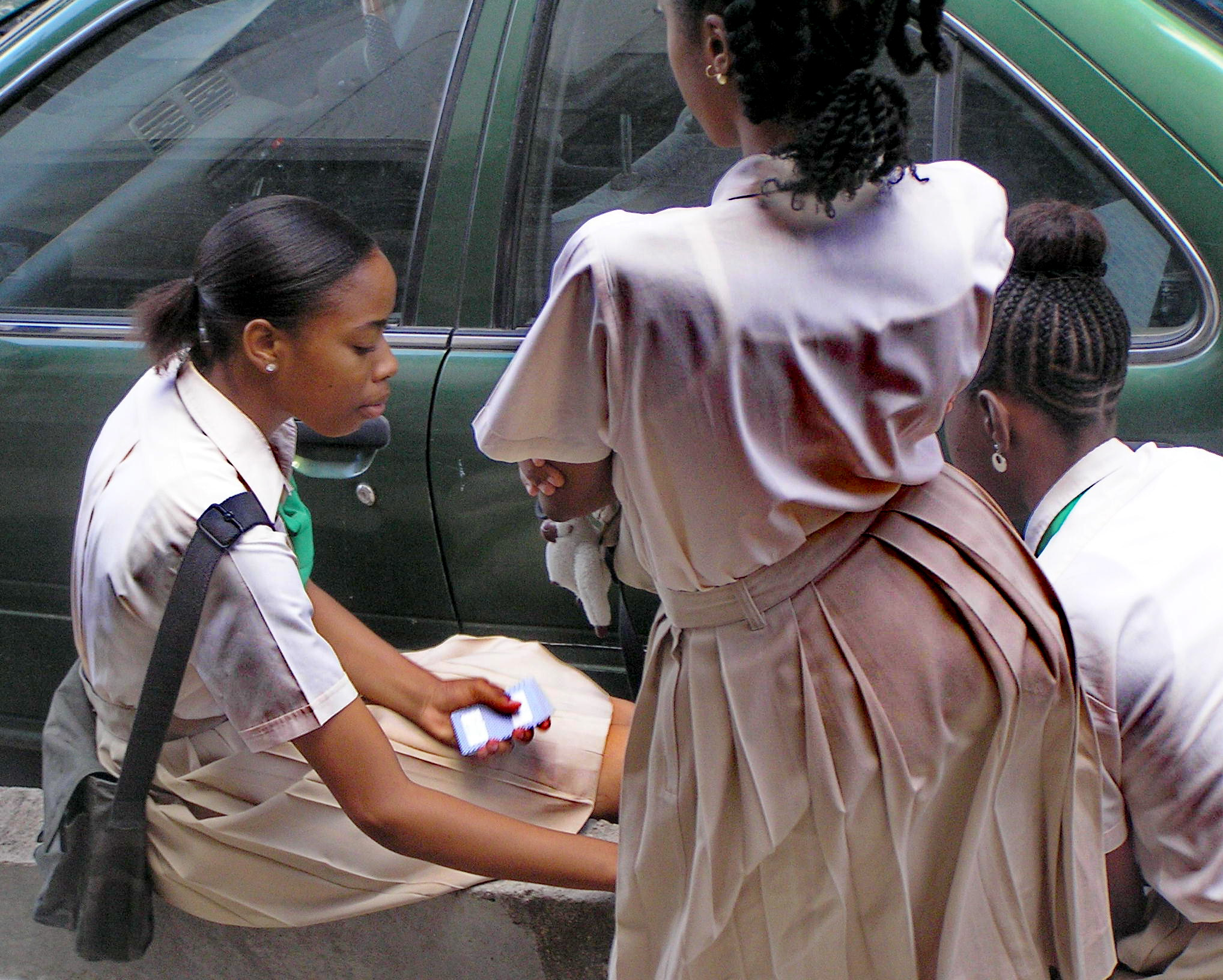
Школьницы в Бастере играют в карты

Афрокитти́йцы и невиси́йцы — жители Сент-Китса и Невиса, чьи корни происходят с африканского континента, в основном из Западной Африки. По состоянию на 2013 год, чернокожие составляют основную этническую группу на Сент-Китсе и Невисе.

## История
Первое прибытие африканцев на Сент-Китс и Невис произошло в конце XVII века в результате работорговли. Сент-Китс, крупнейший из двух островов, имеет географию, хорошо подходящую для сахарных плантаций, но был подвержен колониальным войнам в конце XVI и начале XVII веков. Невис, имеющий схожую географию и относительно защищенный, стал ранним центром работорговли в Вест-Индии. Первая перепись на Невисе, проведенная в 1671 году, зафиксировала 1 739 африканских рабов. Шесть лет спустя это число выросло до 3 849, включая 1 422 мужчин, 1 321 женщину и 1 106 детей. В то же время перепись на Сент-Китсе зафиксировала 1 436 африканских рабов годом позже. Привлеченные стабильностью Невиса, Королевская африканская компания разместила свою штаб-квартиру по торговле рабами в Вест-Индии в портовом городе Чарлстаун: с 1674 по 1688 год здесь было продано более 6 000 рабов.
В первые годы плантационной системы на Сент-Китсе и Невисе рабы были вынуждены расчищать леса для подготовки к производству сахара. Тяжесть этой работы, в сочетании с скудным питанием, привела к "невероятно высокой смертности рабов на двух островах в конце XVII века". По мере завершения расчистки плантаторы пытались бороться с высокой смертностью, вводя "период адаптации" продолжительностью один год, в течение которого вновь прибывшие рабы находились под наблюдением старших, заслуживающих доверия рабов. К концу XVIII века более 65% рабов на островах были рождены на месте, а импорт рабов сократился до менее чем 100 человек в год.
Мало что известно о семейных структурах рабов на Сент-Китсе и Невисе, но "браки" рабов, по-видимому, поощрялись, так как иногда регистрировались плантаторами. Дети могли расти частично в условиях нуклеарной семьи, но воспитывались в группах. Устные традиции, такие как истории о пауке Ананси из Западной Африки, передавались из поколения в поколение. Примерно в возрасте 4 или 5 лет дети начинали работать, обычно в группах, называемых "hogmeat gang". В этих "бандах" 5 или 6 детей находились под присмотром рабыни, выполняя легкую работу, такую как прополка и кормление животных. Ночью дети ели небольшие порции еды, часто приготовленные их матерями, состоящие в основном из импортного зерна.
В декабре у рабов было немного больше свободы, и им часто давали дополнительную говядину и свинину. Однако белое население островов организовывало патрули для наблюдения за действиями рабов в их свободное время. В целом, белое население опасалось восстаний рабов. В 1639 году французам пришлось отправить 500 человек для подавления восстания на Сент-Китсе. Африканские рабы сопротивлялись рабству и другими способами, например, забирая еду у своих хозяев, чтобы дополнить скудный рацион, и собираясь для избрания своих лидеров.
Накануне отмены рабства примерно 11% населения островов составляли свободные цветные люди. Квалифицированные рабы могли купить свою свободу, зарабатывая деньги на своих ремеслах, таких как плотницкое дело и каменная кладка, в свой выходной день. Свобода также могла быть получена законодательно или через завещания. Дети, рожденные от рабынь и белых отцов, пользовались относительной свободой передвижения, но им все еще запрещалось владеть землей и, следовательно, участвовать в управлении. Сообщества свободных людей развивались, и их жители в основном занимались ремеслами, но в некоторых случаях зарабатывали на жизнь как торговцы. Вот официально оформленный вики-дубляж статьи с английского на русский, с сохранением шаблонов и источников:
С 1770-х годов освобожденные рабы часто мигрировали на Тринидад или в Демерару, чтобы зарабатывать более высокую зарплату.

### Эмансипация до 1900 года
В 1833 году Британская империя запретила рабство, но полная юридическая свобода на Сент-Китс и Невис наступила только в 1838 году. Вместо этого правительство Сент-Китса и Невиса установило форму изменённого рабства, называемую аппрентисшип (подмастерье). В рамках этой системы бывшие владельцы рабов продолжали владеть всей обрабатываемой землёй, а рабы должны были выкупить свою свободу, работая 45 часов в неделю в течение 4-6 лет.  
Поскольку суббота была днём рынка, когда рабы традиционно продавали товары для получения дохода, необходимость работать 6 дней в неделю значительно затрудняла подмастерье приобретение своей свободы.  
Рабы узнали, что на острове Антигуа рабам была предоставлена полная свобода, и признали, что изменение системы аппрентисшип было просто рабством под другим названием.  
Кроме того, некоторые владельцы рабов, которые отсутствовали на Сент-Китсе, освободили всех или большинство своих рабов.  
Таким образом, переход от аппрентисшипа к свободе был встречен сопротивлением, как “тихим, так и беспокойным”.  
В день, когда должна была начаться программа аппрентисшипа, 2 августа 1834 года, немногие подмастерье на Сент-Китсе пришли на свои позиции.  
Те, кто пришёл, занимали более квалифицированные должности, что отражало стратификацию среди самих рабов.  
Сопротивление было настолько сильным, что губернатор Лиуардских островов Эван Мюррей МаКрегор объявил, что если подмастерье не вернутся к 6 числу, будет введено военное положение.  
Тем временем многие подмастерье покидали свои дома и уходили в горы.  
Плантаторы пытались подавить восстание, выявляя лидеров и наказывая их тюремным заключением или поркой, но через 2 недели после начала программы аппрентисшипа большинство рабочих оставались в горах.  
Хотя август был низким сезоном для сельского хозяйства, владельцы рабов всё равно беспокоились о своём бесхозном скоте.  
Чтобы подавить восстание, плантаторы сожгли дома и имущество отсутствующих подмастерье.  
Кроме того, в горы были отправлены военные, чтобы прогнать членов сопротивления из их временных убежищ.  
Комбинация этих двух действий привела к тому, что большинство бывших рабов покинули горы, и военное положение было отменено 18 августа.  
Не было зафиксировано ни погибших, ни раненых в результате восстания, хотя некоторые из сопротивлявшихся были приговорены к тюремному заключению, порке или изгнанию.  
Оставшиеся 3,5 года аппрентисшипа продолжались относительно спокойно.
После эмансипации начали развиваться различия между жизнью на Сент-Китсе и на Невисе.  
Плантаторы на Невисе, который меньше и имеет менее плодородные земли, испытывали трудности с предложением конкурентоспособных зарплат своим работникам.  
Чтобы решить эту проблему, они позволили рабочим делиться прибылью от выращивания сахарного тростника.  
Хотя белые плантаторы продолжали владеть землёй, на Невисе чернокожие сельскохозяйственные рабочие имели более тесную связь с землёй.
После отмены рабства начали появляться различия между жизнью на Сент-Китсе и на Невисе. Плантаторы на Невисе, который меньше по размеру и имеет менее плодородные земли, испытывали трудности с предложением конкурентоспособных зарплат своим рабочим. Чтобы справиться с этим, они позволяли рабочим участвовать в прибыли от выращиваемого сахарного тростника. Пока белые плантаторы продолжали владеть землей, на Невисе черные полевые рабочие имели более тесные связи с землей. Таким образом, у них было больше контроля над тем, что можно было сажать. В результате черные крестьянские фермеры на Невисе смогли вырастить больше продовольственных культур, чем их коллеги на Сент-Китсе.
Хотя черным не было юридически запрещено владеть землей, на практике большинство черных были лишены такой возможности из-за угнетающих экономических практик. Их выживание по-прежнему зависело в значительной степени от прихотей белого класса землевладельцев. Если черные все же зарабатывали дополнительные деньги, то на обеих островах не было ни одного банка. Рабочие прятали монеты в своих домах или покупали скот как инвестицию. В последние два десятилетия 19 века цены на сахар упали после того, как немецкий свекловичный сахар появился на английских рынках. Следующий кризис особенно сильно ударил по афро-киттианцам и невисианцам. Как и в предыдущие годы, многие мигрировали на другие острова, особенно в Тринидад, на работу. Те, кто остался, находились в состоянии голода, и в 1896 году разочарованные рабочие подожгли несколько полей сахарного тростника.

## Демография
В настоящее время 92% населения составляют афро-карибские люди: 80% населения архипелага имеют африканские корни, полностью или частично (75% черные и 5,3% мулаты, частично ирландского происхождения), и 12% — афро-европейцы (европейцы африканского происхождения). Только 8% населения составляют люди другого происхождения (5% — индийцы и афро-индийцы, 3,3% — из других частей Южной Азии). Белые составляют 1% (потомки британцев, французов, португальцев и ливанцев).